# Duel sur le circuit
Pour plus de détails, voir Fiche technique et Distribution.
Duel sur le circuit (The Young Racers) est un film américain réalisé par Roger Corman, sorti en 1963.

## Fiche technique
- Titre français : Duel sur le circuit[1]
- Titre original : The Young Racers
- Réalisation : Roger Corman
- Scénario : R. Wright Campbell
- Photographie : Floyd Crosby
- Musique : Les Baxter
- Montage : Ronald Sinclair
- Pays d'origine : États-Unis
- Format : Couleurs - Mono
- Durée : 84 minutes
- Date de sortie :
  - États-Unis : janvier 1963
  - France : 14 janvier 1966[1]

## Distribution
- Mark Damon : Stephen Children
- William Campbell : Joe Machin
- Luana Anders : Henny
- Patrick Magee : Sir William Dragonet
- John McLaren : Manager de l'équipe Lotus
- R. Wright Campbell : Robert Machin
- Margarete Robsahm : Lea
- Milo Quesada : Conducteur italien
- Marie Versini : Sesia Machin
- Béatrice Altariba : Monique
- Francis Ford Coppola (non crédité)
- Bruce McLaren : Lui-même (non crédité)